# Colin Kaepernick
Colin Kaepernick (født 3. november 1987) er en amerikansk sportsmand, der 2011 - 2016 var quarterback hos NFL-klubben San Francisco 49ers.

## Protestdemonstration
Han vakte opsigt, da han ved nogle kampe i 2016 ikke, som det er traditionen, stod op under afsyngelsen af nationalsangen. Nogle gange blev han siddende på bænken men valgte siden at være på banen ved siden af holdkammeraterne, dog knælende i stedet for stående. Han forklarede, at han ikke kunne hylde det amerikanske flag, idet det for ham symboliserer en nation, der undertrykker sine minoriteter.